# Amira Medunjanin
Amira Medunjanin (rojena Dedić), bosansko-hercegovska pevka in interpretka sevdalink, * 23. april 1972, Sarajevo
Ima hrvaško in bosansko-hercegovsko državljanstvo.

## Življenjepis
Medunjanin se je rodila v Sarajevu in njeno navdušenje nad glasbo Bosne in Hercegovine jo je pripeljala do tega, da se je posvetila ustvarjanju edinstvenega glasu znotraj sevdalinke.
Amira Medunjanin, pevka, humanitarka in svetovna ambasadorka kulture in glasbe svoje rodne Bosne in Hercegovine ter širše balkanske regije, je bila opisana kot "eden od velikih glasov njene generacije" ( Observer )  s privlačnim zvokom, ki "lebdi med Vzhodom in Zahodom" ( <i id="mwIA">Uncut</i> ) in kot ena najboljših in najnežnejših evropskih pevcev (Guardian).   Medunjanin je posnela svoj prvi singel "Mujo đogu po mejdanu voda" leta 2003 kot gostujoča pevka na albumu Mostar Sevdah Reunion 
Po gostovanju na albumu Secret Gate skupine Mostar Sevdah Reunion leta 2003 je leta 2005 posnela svoj prvenec Rosa, in sicer v sodelovanju z založbo Snail Records. Aprila 2009 je izdala svoj album Live, posnetek koncerta iz leta 2008 na Jazz Festu Sarajevo. Marca 2010 je izšel studijski album Zumra, ki je združil zvoke sodobne harmonike z aranžmaji tradicionalnih melodij, besedil in vokalnimi stili. Album Amulette je izdal Harmonia Mundi / World Village 3. oktobra 2011. Naslednji album Silk and Stone je maja 2014 izdal Aquarius Records. Album je prejel nekaj dobrih kritik v britanskih medijih; Guardian je albumu dodelil 4 *, pri čemer je opozoril, da je Medunjanin "intimen, boleč in nežno prepričljiv glas"  Nigel Williamson pa je tretji album opisal kot "tistega, ki bo definiral nadaljnjo kariero najboljšega izvoznega artikla Bosne in Hercegovine"  (magazin Uncut).
Enako kot v vseh svojih preteklih produkcijah je na svojem naslednjem albumu Damar  Amira črpala iz Sevdaha, "bijočega srca" balkanske glasbe. Oživljala je starodavne balkanske pesmi, medtem ko je prvič predstavila nove skladbe. Glasbene in produkcijske spretnosti je ponovno zagotavljal srbski pianist Bojana Z. Album se je leta 2017 na Transglobal World Music glasbeni lestvici uvrstil med 40 najboljših na svetu.
Amira Medunjanin na svojem zadnjem albumu Ascending iz leta 2018 ponovno navdih črpa iz izvora tradicionalnega sevdaha ob novem oživljanju uporniških pesmi s TrondheimSolisten.

## Diskografija
- A Secret Gate - Mostar Sevdah Reunion ( Snail Records, 2003)
- Rosa ( Snail Records, 2005)
- Amira Live (2009), posnetek koncerta na Jazz Festu Sarajevo leta 2008 [10]
- Zumra ( Harmonia Mundi / World Village, 2010)
- Amulet ( Harmonia Mundi / World Village, 2011)
- Svila in kamen ( Aquarius Records, 2014)
- Damar (Worlds Village, 2016)
- Ascending (Croatia Records, 2018)
- For Him and Her (Croatia Records, 2020)